# Збірна Республіки Конго з футболу
Збірна Конго з футболу — представляє Республіку Конго в міжнародних матчах і турнірах з футболу. Керується Конголезькою федерацією футболу.

## Кубок світу
- 1930–1962 — не брала участі
- 1966 — заявка відхилена ФІФА
- 1970 — не брала участі
- 1974 — не пройшла кваліфікацію
- 1978 — не пройшла кваліфікацію
- 1982–1990 — не брала участі
- 1994–2022 — не пройшла кваліфікацію

## Кубок Африки
- 1957–1965 — не брала участі
- 1968 — груповий турнір
- 1970 — не брала участі
- 1972 — чемпіон
- 1974 — четверте місце
- 1976 — не пройшла кваліфікацію
- 1978 — груповий турнір
- 1980–1988 — не пройшла кваліфікацію
- 1990 — не брала участі
- 1992 — чвертьфінал
- 1994–1988 — не пройшла кваліфікацію
- 2000 — груповий турнір
- 2002–2013 — не пройшла кваліфікацію
- 2015 — чвертьфінал
- 2017–2023 — не пройшла кваліфікацію